# Sant'Agata li Battiati

Ubicació de Sant'Agata li Battiati dins de la província

Sant'Agata li Battiati (sicilià Sant'Àita li Vattiati) és un municipi italià, dins de la ciutat metropolitana de Catània. L'any 2007 tenia 9.703 habitants. Limita amb els municipis de Catània, Gravina di Catania, San Giovanni la Punta i Tremestieri Etneo.

## Administració
| Període | Identitat      | Partit |
| ------- | -------------- | ------ |
| 2007-   | Carmelo Galati | MpA    |